# ラーンキ・デジェー
ラーンキ・デジェー（Ránki Dezső [ˈrɑ̈ːnkiˈdɛʒøː], 1951年9月8日 ブダペスト - ）は、 ハンガリーのピアニスト。姓名を名姓に倒置したデジュー・ラーンキという表記も見られる。

## 経歴
8歳でリスト・フェレンツ音楽大学で音楽を学び、カドシャ・パールに師事した。ツヴィッカウ・ピアニストと歌手のためのローベルト・シューマン国際コンクールに優勝したころから国際的な演奏活動を続けており、これまでに欧米各地やスカンジナビア諸国、ソビエト連邦、日本で演奏活動を行なってきた。1970年代は、特に日本の音楽大学の女学生からの人気は凄まじいものがあり、アイドル並の人気があった。

## 演奏について
日本ではコチシュ・ゾルターンやシフ・アンドラーシュと共に「ハンガリーの三羽烏」や「ハンガリーの三天王」などと呼ばれている。フランツ・リストやバルトーク・ベーラの解釈で知られているが、一方でモーツァルトやショパン、ラヴェルも得意としている。同じくピアニストである妻エディット・クルコンと2台ピアノ、連弾作品をリリースしている。また、息子のラーンキ・フュロップもピアニストであり、親子3人で共演することもある。

## 受賞歴
- ピアニストと歌手のためのローベルト・シューマン国際コンクール第1位（1969年）
- Liszt Ferenc-díj (1973)
- Kossuth-díj (1978, 2008)
- Érdemes művész (1984)
- Bartók–Pásztory-díj (1988)
- Kiváló művész (1990)
- Prima Primissima díj (2005)
- A Magyar Köztársasági Érdemrend középkeresztje a csillaggal (2006)
- Magyar Művészetért díj (2007)
- Budapest díszpolgára (2014)